# Simplicia limbosalis
Simplicia limbosalis là một loài bướm đêm trong họ Noctuidae.